# لوبيلية سومطرية
لوبيلية سومطرية (الاسم العلمي:Lobelia sumatrana) هي نوع من النباتات تتبع جنس اللوبيلية من الفصيلة الجريسية.